# Емануель Августинович де Рошко
Емануель Августинович де Рошко (пол. Emanuel Augustynowicz de Roszko; 21 грудня 1865, м. Чернівці — 27 березня 1933, м. Львів) — польський науковець, педагог, представник давнього вірменського роду Августиновичів.

## Біографія
Емануель Августинович де Рошко походив з давнього вірменського роду Августиновичів, з якого також походив священик Стефан Рошко — автор вірменсько-латинського та латино-вірменського енциклопедичного словника. Емануель Августинович де Рошко народився 21 грудня 1865 року у Чернівцях на Буковині в родині Гжегоржа Августиновича де Рошко та Аврелії Россварм. При хрещенні, яке відбулося 6 січня 1866 року у вірменській церкві в Чернівцях, його назвали Емануель Ігнацій Гжегорж. Перші два імені батьки дали йому на честь дідів хлопця — Емануеля Россварм, котрий був штабним лікарем в австро-угорському війську та Ігнація Августинович де Рошко. Третє ім’я маленький Емануель отримав від батька.

## Навчання та викладацька робота
У Чернівцях закінчив початкову школу, а 1883 року гімназію. Того ж року він записався на філологічний факультет Чернівецького університету, де навчався на відділі німецької та класичної філології. 1887 року Емануель склав іспит з німецької мови як основного предмету, а класичну філологію — як додатковий предмет.
26 серпня 1890 року він почав викладати в гімназії у Станиславові, а 1895 року був призначений професором та переведений до гімназії в Ряшеві, де пропрацював шість років. 1901 року, його за власним бажанням перевели до Львова, де він почав працювати у 3-й міській гімназії імені цісаря Франца Йосифа I (з 1919 року Державна 3-я міська гімназія імені короля Стефана Баторія), що на вулиці Баторія, 5 (нині — вулиця Князя Романа), де навчав дітей латинської, грецької та німецької мов. У 1921—1926 роках обіймав посаду директора Державної 3-я міської гімназії імені короля Стефана Баторія, а його заступником був Костянтин Войцеховський. У Львові Емануель Августинович де Рошко мешкав в будинку на вулиці Гетьмана Тарновського, 3. 
Вийшовши на пенсію у 1926 році, він обійняв посаду директора приватної жіночої гімназії при монастирі Сакре-Кер у Львові. Він виконував свої обов'язки з великою щирістю та любов'ю до вчительської професії. Його запам'ятали колеги як доброго та чуйного колегу та людину, віддану справі виховання дітей.
Погіршення здоров'я змусило Емануеля Августиновича де Рошко у 1932 році відмовитися від своєї подальшої професійної діяльності. Важка і тривала хвороба тримала його у ліжку тижнями. Помер Емануель Августинович де Рошко 27 березня 1933 року у Львові у віці 68 років.

## Наукова діяльність
Окрім роботи в педагогічній галузі, Емануель Августинович де Рошко проводив також наукову діяльність, результатом якої було видання шести томів з «Німецької бібліотеки»:
- «Дослідження епічної поеми Гавріеля фон Мунтафеля».
- «Крамбамбуль — Марі фон Ебнер-Ешенбах».
- «Саґа про Сиґурда» Л. Уланда та Ф. Данна.
- «Нібелунгенліде, Гудрун».
- «Іфігенія в Тавриді» Йоганна Гете.
- «Фауст» Йоганна Гете.

Крім того, Емануель Августинович де Рошко також зібрав польські прислів'я, але вони не були опубліковані за його життя.
Емануель Августинович де Рошко був членом Товариства викладачів вищої та середньої школи, Польського філологічного товариства та Літературного товариства імені Адама Міцкевича, Польсько-румунської ліги та Архієпархіального союзу вірмен.